# Districtul Yellel
Yellel este un district din provincia Relizane, Algeria.